# Nhật ký người vợ
Nhật ký người vợ (tiếng Nga: Дневник его жены) là một bộ phim về cuộc đời nhà văn Ivan Bunin của đạo diễn Aleksey Uchitel, ra mắt lần đầu năm 2000.

## Nội dung
Truyện phim kể về tình yêu và nỗi cô đơn của nhà văn Nga vĩ đại cuối cùng Ivan Bunin.

## Ê-kíp
- Thư ký trường quay: Yelena Ogneva
- Thiết kế sản xuất: Nikola Samonov, Vera Zelinskaya
- Phục trang: Yelena Suprun

| Diễn viên         | Thủ vai           |
| ----------------- | ----------------- |
| Andrey Smirnov    | Ivan Bunin        |
| Galina Tyunina    | Vera Bunina       |
| Olga Budina       | Galina Plotnikova |
| Yevgeny Mironov   | Leonid Gurov      |
| Yelena Morozova   | Marga Kovtun      |
| Dani Kogan        | Zhanna            |
| Tatyana Moskvina  | Sonya             |
| Sergey Vinogradov | Alya              |
| Nikola Samonov    |                   |
| Irina Sokolova    |                   |
| Sergey Zamorev    |                   |
| Yury Stepanov     |                   |
| Nikolai Dik       |                   |
| Anna Belova       |                   |
| Tony Dumayer      |                   |
| Sophie Taleyran   |                   |

## Vinh danh
- Giải Nika (phim hay nhất, nam diễn viên chính xuất sắc nhất - Andrey Smirnov) (2000)
- Giải đặc biệt Phim truyện xuất sắc nhất - Liên hoan phim Kinotavr (2000)
- Liên hoan phim Quốc tế Karlovy Vary (2000)
- Liên hoan phim Sankt-Peterburg (2000)
- Liên hoan phim AFI (2000)